# تريفور هارتلي
تريفور هارتلي (بالإنجليزية: Trevor Hartley)‏ (16 مارس 1947 بدونكاستر في المملكة المتحدة - ) هو مدرب كرة قدم ولاعب كرة قدم بريطاني في مركز الوسط. لعب مع نادي بورنموث ووست هام يونايتد.

## وصلات خارجية
- تريفور هارتلي على موقع قاعدة بيانات كرة القدم.إي يو (الإنجليزية)